# Kaiser Wilhelms Glück und Ende
Kaiser Wilhelms Glück und Ende ist ein deutsches Stummfilmdrama aus dem Jahr 1919 mit Ferdinand Bonn in einer Doppelrolle als Kaiser Wilhelm II. und dem Hauptmann von Köpenick, Schuster Wilhelm Voigt.

## Handlung
Der Film will, wie es im Ankündiger hieß, ohne propagandistisch oder verzerrend zu wirken, ein filmisches Zeugnis von den drei Jahrzehnten Herrschaft Wilhelms II. geben. Begonnen wird mit der Amtsübernahme des frisch bestallten Monarchen im Jahre 1888. Umgeben von Reichskanzler Otto von Bismarck und Generalfeldmarschall Moltke hält Wilhelm II. seine Thronrede. Zwei Jahre darauf entlässt der neue Herrscher den alten Weggefährten seines Großvaters, Bismarck, der am Sarkophag des alten Kaisers Wilhelm I. im Mausoleum von Berlin-Charlottenburg Abschied nimmt (1890). Später kommt es zu einem Versöhnungsversuch zwischen Wilhelm II. und Bismarck. Weitere Passagen des Films zeigen den Kaiser auf seiner Yacht Hohenzollern und während seiner Reisen. Ein Attentatsversuch auf Wilhelm scheitert.
Einblicke in den Liebenberger Kreis folgen, und erste sozialistische Ideen, von Karl Liebknecht propagiert, machen sich im Reich breit. Die unbedacht abgesetzte Krüger-Depesche (1896) des Kaisers verschlechtern die Beziehungen zu den königlichen Verwandten in Großbritannien, doch begegnen sich Wilhelm und der englische Kronprinz Edward am Sterbebett Queen Victorias (1901) in Versöhnungsabsicht. Doch diese Entspannungsversuche sind nur von kurzer Dauer. Wenig später führt die Einkreisungspolitik des neuen Britenkönigs Edward VII. und der Franzosen zu unbeherrschten Gegenreaktionen Wilhelms (Marokkokrisen 1905 und 1911). Eine heitere Episode zeigt 1906 die Posse um den Hauptmann von Köpenick, der sich preußischen Obrigkeitsgehorsam der Untertanen zu seinem Nutzen macht und selbst Kaiser Wilhelm ein Schmunzeln abringt. Eine folgenreiche Begegnung mit General Paul von Hindenburg in einem Manöver führt zu dessen Verabschiedung in den Ruhestand, und das 25-jährige Thronjubiläum mit all seiner Prachtentfaltung im Jahre 1913 runden das Bild der Vorkriegszeit ab.
Die „Herrlichen Zeiten“ des Kaisers neigen sich dem Ende zu, und mit dem Einmarsch deutscher Truppen in Belgien und Frankreich nimmt der Erste Weltkrieg im August 1914 an Fahrt auf. Anfangserfolge im Westen (Vormarsch bis zur Marne) und im Osten (Hindenburgs und Ludendorffs Sieg über die russischen Invasoren) verursachen große Euphorie im deutschen Volk, aber bald kommen erste Rückschläge. Der uneingeschränkte U-Boot-Krieg und die Versenkung der Lusitania (1915) erhöhen die politischen Spannungen mit den offiziell neutralen Vereinigten Staaten. Nach dem Kriegseintritt der USA und den Auswirkungen der angloamerikanischen Hungerblockade (beides 1917) wird die deutsche Zivilbevölkerung allmählich zermürbt; Not, Elend und Unzufriedenheit mit der politischen Führung macht sich immer stärker breit. Der Ruf nach Veränderung schafft sich im letzten Kriegsjahr immer mehr Gehör. Als die Armee nicht mehr hinter ihm steht und die Politik nach einem Friedensschluss drängt, zieht sich Wilhelm II. zum Jahresende 1918 ins Exil in die Niederlande zurück. In einer gedanklichen Vision sieht er sich bei seinen Ahnen auf den Schlachtfeldern: dem Großen Kurfürsten Friedrich Wilhelm bei Fehrbellin (1675), Friedrich dem Großen bei Leuthen (1757) und bei seinem Großvater Wilhelm I. in Sedan (1870).

## Produktionsnotizen
Kaiser Wilhelms Glück und Ende wurde unter dem Titel Der letzte Kaiser gedreht und am 10. Oktober 1919 an den Lichtspielen Sportpalast in Berlins Potsdamer Straße uraufgeführt. Angesichts der Aktualität des Filmstoffs berichteten zahlreiche Fachpublikationen über das Projekt, darunter die Rheinische Filmkunst-Bühne, die Das Lebende Bild, Die Filmwelt, der Film-Kurier, der Film-Handel, Die Lichtbild-Bühne und die Erste Internationale Kinematographenzeitschrift.
Um diesen Film muss es im Produktionsstadium einige Probleme gegeben haben, der ursprüngliche Regisseur Richard Oswald zog sich jedenfalls von diesem Projekt zurück und der Regie-Novize Willy Achsel übernahm.

## Wissenswertes
Für Ferdinand Bonn besaß seine kritische Darstellung des Monarchen zugleich auch eine persönliche Bedeutung. In Das große Personenlexikon des Films heißt es dazu: „Es war eine späte Revanche an Deutschlands Herrscher, der einst Bonns Karriere torpedierte, nachdem dieser mit einem harschen Brief auf das Verbot seines patriotischen Bühnendramas ‚Der junge Fritz‘ durch Wilhelm II. reagiert und den Kaiser verbal attackiert hatte.“